# 卢旺达爱国阵线
卢旺达爱国阵线（法語：Front Patriotique Rwandais，缩写为FPR）是目前卢旺达的执政党，现任主席为卢旺达总统保罗·卡加梅。
1979年卢旺达难民协助推翻乌干达独裁者伊迪·阿明后，一些圖西族人创建了卢旺达全国统一联盟，寻求重返卢旺达。他们曾协助约韦里·穆塞韦尼在乌干达内战中对抗掌权的米尔顿·奥博特，当穆塞韦尼的全国抵抗军在1986年成功占领烏干達首都坎帕拉时，全军16,000人中约四分之一的战士都是卢旺达人。穆塞韦尼政府组成后，一些全国统一联盟的成员如弗雷德·鲁维甘巴和保罗·卡加梅都在全国抵抗军中掌握一定的权力。1987年12月，全国统一联盟第7次代表大会在坎帕拉召开，会中决定将党名改为卢旺达爱国阵线，其成员主要由参与乌干达內战的战士组成，这时的卢旺达爱国阵线比当初的全国统一联盟更军事化。 
1990年10月1日，卢旺达爱国阵线的武裝部隊放弃了他们在乌干达军队的职位，入侵卢旺达北部，但被扎伊尔和法国军队击退，鲁维甘巴在入侵过程中战死，卡加梅遂接管军权。1994年4月6日，时任卢旺达总统朱韦纳尔·哈比亚利马纳乘坐的飞机被击落且亡於此次空難，导致约百萬名平民死亡的卢旺达大屠杀展开，爱阵乘势再度進入盧旺達，并在同年7月4日攻入首都基加利，7月19日成功控制全國。
卢旺达爱国阵线控制该国后，于1994年成立了由胡图族总统巴斯德·比齐蒙古领导的民族团结政府。圖西族的保罗·卡加梅擔任副總理兼國防部長。